# Roberto I de Francia
Roberto I (hacia 865-Soissons, 15 de junio de 923) fue el rey de Francia Occidental desde 922 a 923.
Es antepasado del rey de España, Felipe VI
Hijo del conde Roberto de Anjou y hermano del rey Eudes, participó, junto a su hermano, en la defensa de París frente a los vikingos durante los años 885 y 886. No reclamó la corona tras la muerte de su hermano pero Carlos III confirmó sus cargos militares y reconoció su posesiones territoriales como conde de París. Roberto permaneció en el norte de Francia encargado de la defensa frente a los ataques normandos.
En el año 921, parte de la nobleza franca y el clero se levantaron en contra de Carlos III el Simple, movimiento en el que tomó parte Roberto. Tras derrotar a Carlos, que tuvo que retirarse a Lotaringia, Roberto fue coronado en Reims el 29 de junio de 922. Tras reunir un ejército, Carlos III el Simple se enfrentó contra Roberto I el 15 de junio de 923, en la Batalla de Soissons, donde Roberto murió asesinado. Carlos no pudo recuperar el trono y fue confinado. Una asamblea de nobles designó a Raúl, duque de Borgoña, como su sucesor.

## Hijos
De su primera esposa llamada Adela de Maine, tuvo una única hija:
- Adela (¿?-¿?), casada en 907 con el conde Herberto II de Vermandois.

De su segunda esposa Beatriz de Vermandois, hija del conde Herberto I de Vermandois (tataranieto de Carlomagno):
- Emma (894-934), casada con Raúl I de Francia;
- Hugo el Grande (898-956) su sucesor como conde de París y duque de Francia;
- Riquilda (¿?).